# Ali Bachir
Ali Bachir est un député camerounais.

## Biographie

### Enfance, éducation et débuts
Ali Bachir est originaire de la Vina dans l'Adamaoua au Cameroun.

### Parcours
Il est membre de la 9ᵉ législature et porte les couleurs du RPDC, le parti au pouvoir au Cameroun.
Son nom est cité à la suite de la disparition de Yérima Djoubaïrou; un activiste politique ayant dénoncé, avec vidéos à l'appui, des fabrications de fausses cartes d'identité et d'électeurs, en vue de l'élection présidentielle au Cameroun.